# CellProfiler
CellProfiler 是一款免費的開源軟體，旨在使未受過計算機視覺或程式設計訓練的生物學家能夠自動從數千張影像中量化地測量表型。高級影像分析算法以個別模塊提供，這些模塊可以按順序排列組成一個流程管線；接著使用該管線來識別和測量圖像中的生物對象和特徵，尤其是通過螢光顯微鏡獲得的圖像。

## 特點
此程式的不同影像處理功能被細分為多個流程管線，這些管線通常由使用者社群所開發，並於官方網站上提供。由於該項目為開源計畫，因此提供了豐富的文檔，指導研究者如何構建適合其研究興趣的流程管線。CellProfiler 能讀取並分析大多數常見的顯微鏡影像格式。生物學家通常使用 CellProfiler 來識別感興趣的對象（例如細胞、菌落、秀麗隱桿線蟲等），接著測量它們感興趣的屬性。專門的照明校正模組可作為預處理步驟應用，以消除由於照明不均引起的失真。物件識別（分割）通過機器學習或影像閾值化、識別和分割糾結的物件以及根據大小或形狀合併或移除物件來執行。使用者可以自訂每個步驟，滿足他們特定的影像分析需求。

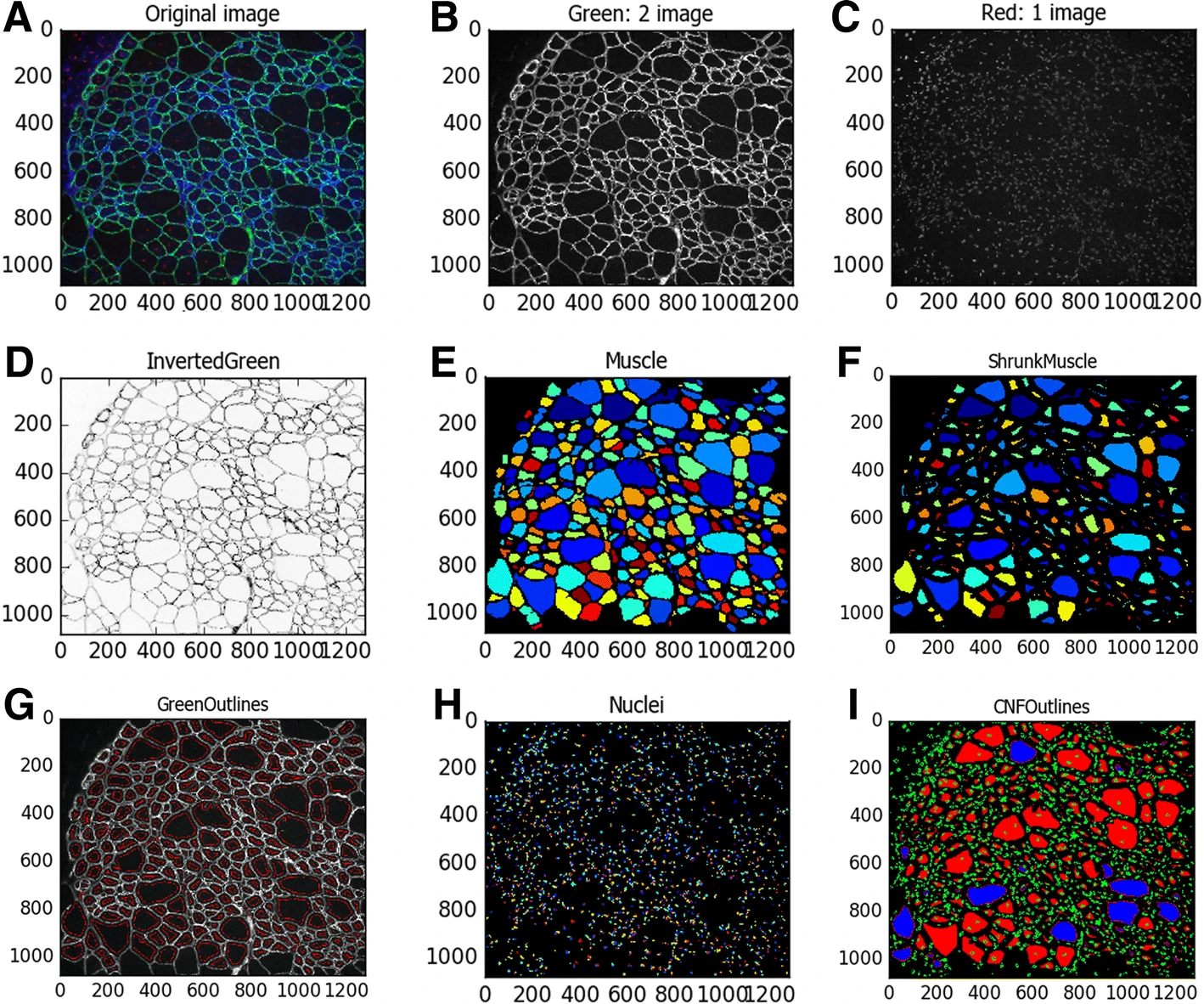
分析肌肉細胞影像

對於每個識別的細胞或亞細胞組分，可以生成各種測量值，包括形態、強度和紋理等。這些測量結果可通過使用內置的查看和繪圖數據工具來訪問，或將數據以逗號分隔的試算表格式導出，或導入到 MySQL 或 SQLite 數據庫中。
CellProfiler 介面與高性能科學庫 NumPy 和 SciPy 進行許多數學運算，使用開放顯微鏡環境協會的 Bio-Formats 庫來讀取超過 100 種影像文件格式，利用 ImageJ 進行插件和宏的使用，以及使用 ilastik 進行基於像素的分類。雖然專為大量二維影像（最常見的高內容篩選影像格式）設計和優化，CellProfiler 也支持小規模實驗和時間延遲電影的分析。

## 目前可用功能
- 識別團塊狀細胞並獲得形態學、強度和質地測量[8]
- 識別並計數腫瘤並測量其大小
- 細胞/顆粒計數和計算染色對象的百分比[9]
- 將彩色組織影像分解為其組成通道，接著從特定染色中識別單個細胞並記錄每個細胞的鄰居數量
- 給定一張細胞組織的影像，量化組織樣本所佔的面積[10]
- 將識別出的物件的輪廓與 green channel 圖像疊加，以展示識別和分類的準確性[11]
- 使用可定制的標準分離不同對象